# Ujelang
Ujelang è un atollo dell'Oceano Pacifico.  Appartenente alle isole Ralik è amministrativamente una municipalità delle Isole Marshall. 
Ha una superficie di 1,74 km², una laguna di 66 km² ed è attualmente disabitata.

## Popolazione
| Popolazione |      |      |      |      |      |      |  |  |  |
| Anno        | 1958 | 1967 | 1973 | 1980 | 1988 | 1999 |  |  |  |
| Abitanti    | 172  | 251  | 342  | 0    | 0    | 0    |  |  |  |
|             |      |      |      |      |      |      |  |  |  |